# Georgios Gemistos Plethon

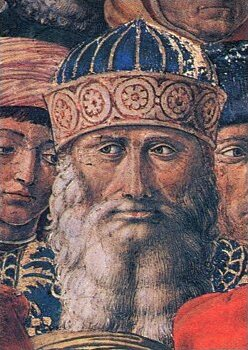
Georgios Gemistos Plethon. Detalj från målningen Il viaggio dei Magi: il corteo di Gasparre av Benozzo Gozzoli.

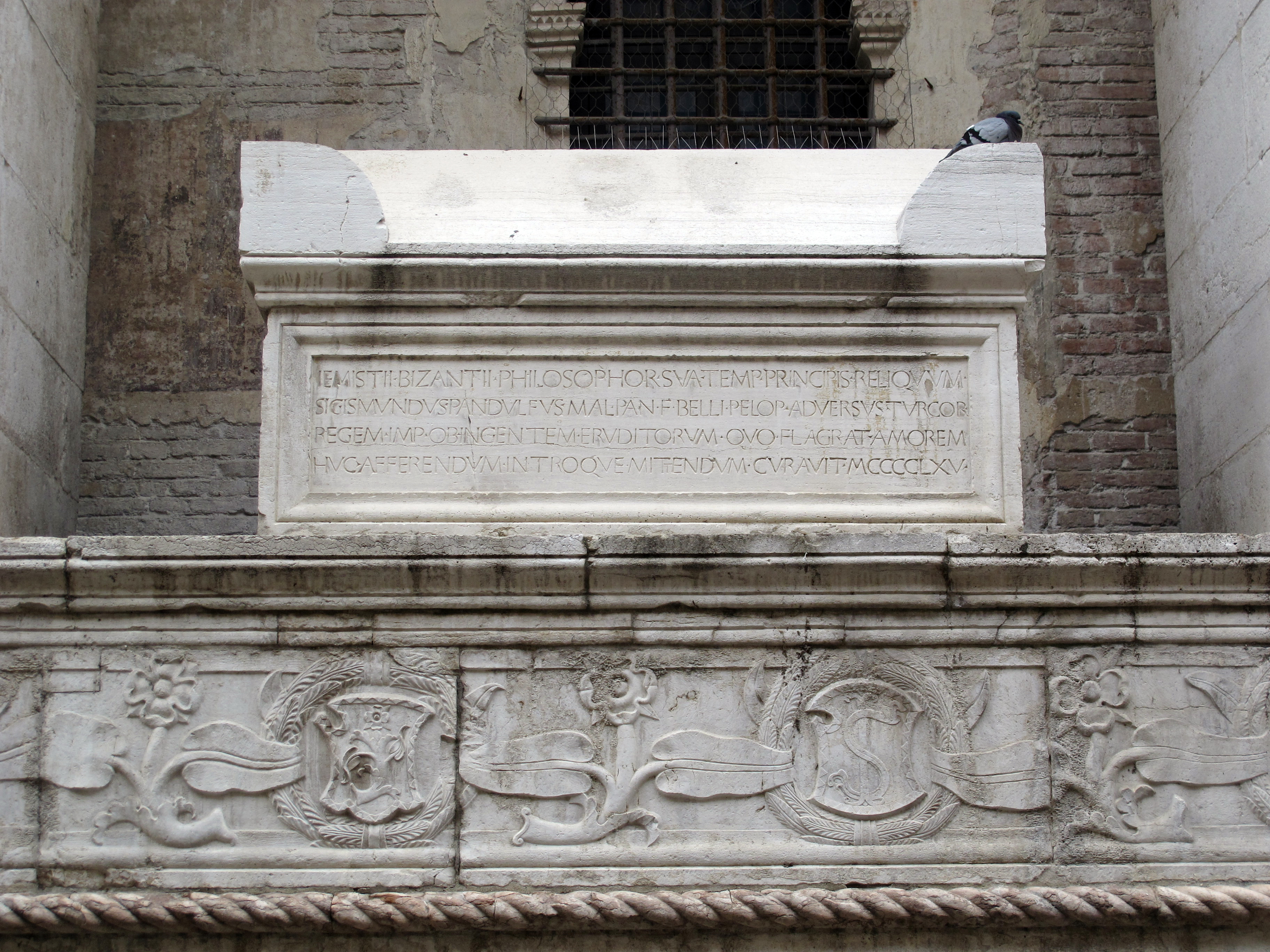
Georgios Gemistos Plethon avled i Mystras, men några år senare fördes hans kvarlevor till Tempio Malatestiano i Rimini av hans lärjungar.

Georgios Gemistos Plethon (grekiska: Γεώργιος Πλήθων Γεμιστός), född omkring 1355 i Bysantinska riket, död 1452 i Mystras, var en grekisk nyplatonsk filosof och lärd, och av avgörande betydelse för det intresse för litterära studier som genomsyrade Västeuropa under hans samtid, vilket utmynnade i renässansen och humanismen.

## Biografi
Georgios Gemistos Plethon var bysantinsk av födseln, men slog sig ned i Mystras utanför Peloponnesos, nära platsen där det gamla Sparta varit beläget.
Som ung man började han studera Platon, och blev så intagen av filosofen att han antog det snarlika namnet Πλήθων, Plethon. Plethon är även en arkaisk översättning av det moderna grekiska ordet γεμιστός, gemistos (’den fulla’, ’den fyllda’).
Plethon är författare till De Differentiis, en redogörelse för skillnaden mellan Platons och Aristoteles Gudsbegrepp. Georgios Scholarios, som blev Gennadius II, patriark av Konstantinopel, försvarade senare Aristoteles, och övertygade den bysantinske kejsaren Manuel II Palaiologos att Plethons stöd för Platon var ett utslag av heresi. Manuel lät fängsla Plethon i Mystras, men trots detta förblev han något av en berömdhet. I Mystras skrev han pamfletter till Manuel, och beskrev hur imperiet skulle kunna omorganiseras efter Platons Staten. Han skrev även en sammanfattning av Zoroasters och Platons doktriner, i vilka han förmedlar sin egen eklektiska, polyteistiska tro. Dessa verk förmådde inte rentvå honom från anklagelserna om irrlära. Han skrev dessutom om förhållandena i Peloponnesos, sammanställde flera band med utdrag från antika författare, och skrev ett antal verk om geografi, musik och andra ämnen.
Bysantinska lärde hade varit i kontakt med sina gelikar i Västeuropa sedan Romerska rikets tid, och i synnerhet sedan Bysantinska riket hade börjat be om undsättning mot osmanerna på 1300-talet. Västeuropa hade viss tillgång till den grekiska antikens filosofi genom Romersk-katolska kyrkan och muslimerna, men i Bysantinska riket fanns många källor och tolkningar som Västeuropa aldrig tidigare sett. Den bysantinska vetenskapen blev nåbar för Väst efter 1438, när den bysantinske kejsaren Johannes VIII Palaiologos närvarade vid Konciliet i Ferrara, senare känt som Konciliet i Florens, i syfte att överlägga om en återförening av de ortodoxa och katolska kyrkorna. Till följeslagare hade kejsar Johannes med sig Plethon, dennes student Johannes Bessarion, samt Georgios Scholarios.
Såsom företrädare för en sekulär lärdom var Plethons tjänster sällan efterfrågade vid konciliet. I stället bildade han en tillfällig skola där han undervisade intresserade florentinare om för dem dittills okända verk av Platon. Han återintroducerade väsentligen Platon för Väst, och därmed lösgjorde han det fasta grepp som Aristoteles hade hållit över tänkandet där i åtta århundraden. Cosimo de' Medici åhörde dessa föreläsningar, och grundade sedan Accademia Platonica i Florens, där Plethons italienska studenter fortsatte undervisningen efter att konciliet avslutats. På grund av detta betraktas Plethon som en av de viktigaste influenserna för renässansen. Marsilio Ficino, den florentinska humanisten och den förste ledaren av Accademia Platonica, tillerkände Plethon den största av hedersbetygelser, genom att kalla honom ”den andre Platon”.
Plethon avled i Mystras 1452, precis innan Konstantinopel föll under Osmanska riket. 1466 stal några av hans lärjungar under ledning av Sigismondo Malatesta hans kvarlevor, och förde dem till Tempio Malatestiano i Rimini, ”så att den store Läraren må befinna sig bland fria män”. Hans Summa, som ansågs vara det mest kätterska av hans verk, brändes senare av patriark Gennadius II varefter dess innehåll gått helt förlorat. Många av hans övriga verk finns bevarade som manuskript i bibliotek runt om i Europa.
Större delen av hans bevarade verk finns tryckta i Jacques Paul Migne, Patrologia Graeca, och dess bibliografi i Fabricius, Bibliotheca Graeca (ed. Harles), xii.